# Apomys sacobianus
Apomys sacobianus е вид бозайник от семейство Мишкови (Muridae).

## Разпространение
Видът е разпространен във Филипини.

## Описание
На дължина достигат до 11 cm, а теглото им е около 34,9 g.